# حامد البارقي
البروفيسور حامد حسن علي البارقي : مواليد قضريمة، بارق عام 1960: طبيب ومخترع ومعلِّم ومرجع طبي مشهور وأحد رواد جراحة الفم والوجه والفكين في الوطن العربي. استشاريّ جراحة الوجة والفكين بمدينة الملك عبدالعزيز الطبية بجدة، رئيس الجمعية السعودية لجراحة الوجة والفكين، مدير الهيئة السعودية للتخصصات الصحية بمنطقة مكة المكرمة.
أستاذ استشاريّ في إعادة إعمار الوجه في مستشفى توماس جيفرسون الولايات المتحدة الأمريكية 2003 - 2004. نائب رئيس جمعية جراحة الوجه والفكين بأمريكا سابقا، واستشاريّ جراحة الوجة والفكين في مستشفى الملك خالد للحرس الوطني سابقا.
عضو البورد الأمريكي ومحرر في مجلة جراحة الفم والوجه والفكين الأمريكية. له عدة اختراعات في مجاله منها: فرشاة تنظيف تقويم الأسنان عام 1993م. وغيرها من براءات الاختراع.

## السيرة المهنية
- دكتوراه في طب الأسنان العام من جامعة توماس جيفرسون، بالولايات المتحدة الأمريكية.
- مسؤول جداول الرسوم الطبية في كلية طب جيفرسون، بالولايات المتحدة الأمريكية.
- آستاذ استشاري في إعادة اعمار الوجه في مستشفى توماس جيفرسون، بالولايات المتحدة الأمريكية.
- استشاريّ جراحة الوجه والفكين ومدير برنامج التريب في المستشفى السعودي الملك خالد للحرس الوطني.
- رئيس جمعية جراحة الوجه والفكين في المملكة العربية السعودية.
- استشاريّ جراحة الوجه والفكين في مدينة الملك عبدالعزيز الطبية جدة، المملكة العربية السعودية.
- مدير الهيئة السعودية للتخصصات الصحية بجدة، المملكة العربية السعودية.

## حياته
عرضت قصة حياة د. حامد البارقي في برنامج ام بي سي في أسبوع، حيث حقق أعلى نسبة مشاهدة على اليوتيوب لهذه البرنامج، بلغ عدد مشاهدين الفيديو ما يزيد عن المليون مشاهد. تُوفي والد البارقي وهو صغير، وظل عمه يرعى أمه وإخوته حتى أكمل حامد المرحلة الإعدادية، عندها أبلغه بضرورة أن يبحث عن وظيفةٍ ليتولى مهمة الرعاية. وبالفعل لم يمانع حامد هذا القرار، فوافق عمه على البحث عن وظيفة لكي يؤمن لأهله لقمة العيش، فبدأ مشواره تجاه أسرته متنقلاً من مهنة بيع التمر والملح إلى رعي الأغنام.وظل البارقي هكذا حتى أخبره عمه بأنه يعرف شخصية مسؤولة في منطقه تبوك الشمالية سوف يساعده في الحصول على وظيفةٍ أفضل هناك، فأحزم حامد البارقي حقائبه متوجها إلى منطقه تبوك، وهو لا يحمل في جيبه سوى 50 ريالا(12 دولارًا) تؤمِّن طريقه.وهناك ساعدته تلك الشخصية في الالتحاق بالجيش كجندي أول باللواء المظلي؛ لتبدأ التطلعات تدور في أذهان البارقي، الذي استغرب وجود ضباطٍ يحملون نجوما على أكتافهم بينما هو مجرد جندي. سؤال التحول وكان أول سؤالٍ تبادر إلى ذهنه هو كيف يمكن أن يكون مثلهم؟ لتصله الإجابة على لسان نفس الشخصية التي ساعدته في الانضمام للجيش بأن هؤلاء وصلوا لهذا المستوى بالعلم وبالدراسة، فقرر مباشرة أن يكمل دراسته الثانوية ليتخرج منها بتقدير امتياز. وفي تلك الفترة احتاج قطاعه بالجيش إلى ممرضين فتم انتداب البارقي ومعه بعض زملائه؛ ليحصل على شهادة التمريض، لكن حامد تفوق على كل من كان معهم وحصل على المركز الأول، ليتم نقله إلى مستشفى الرياض.وهناك مارس حامد البارقي مهامه الجديدة، وصار من أفضل الممرضين في المستشفى، وإضافة لذلك واتته فرصة أفضل تمثلت في الإعلان عن دورة ترشيح ضباط، فتم ترشيحه من قبل إدارته إلى تلك الدورة ليتخرج منها ضابطا.ولم يقتصر الأمر على ذلك؛ فقد قررت إدارة المستشفى ابتعاث البارقي إلى الولايات المتحدة لدراسة جراحه الفم والأسنان؛ ليحصل على درجة الدكتوراه، ويعتمد عضوا بالبورد الأمريكي ونائبا لرئيس جمعية جراحة الوجه والفكين بأمريكا. قصة العشق بين الطبيب العالمي وأدواته جعلته يعزز خبراته في مجال طب الأسنان بأكثر من عشرين شهادة، ليكون من أوائل الأطباء السعوديين الذين درسوا ترميم وتجميل الوجه والفكين.